# Strachujov
Strachujov (en allemand : Strachojow) est une commune du district de Žďár nad Sázavou, dans la région de Vysočina, en République tchèque. Sa population s'élevait à 135 habitants en 2020.

## Géographie
Strachujov se trouve à 12 km au nord-est de Nové Město na Moravě, à 26 km à l'est-nord-est de Žďár nad Sázavou, à 52 km au nord-est de Jihlava et à 140 km au sud-est de Prague.
La commune est limitée par Jimramov au nord, par Unčín à l'est, par Dalečín et Velké Janovice au sud, et par Věcov à l'ouest.

## Histoire
La première mention écrite de la localité date de 1361.

## Transports
Par la route, Strachujov se trouve à 17 km de Nové Město na Moravě, à 28 km de Žďár nad Sázavou, à 64,5 km de Jihlava et à 180 km de Prague.